# Немч
Немч (пол. Niemcz, нім. Nimtsch) — село в Польщі, у гміні Осельсько Бидґозького повіту Куявсько-Поморського воєводства.
Населення — 2591 особа (2011).
У 1975-1998 роках село належало до Бидгощського воєводства.

## Демографія
Демографічна структура станом на 31 березня 2011 року:
|          | Загалом | Допрацездатний вік | Працездатний вік | Постпрацездатний вік |
| -------- | ------- | ------------------ | ---------------- | -------------------- |
| Чоловіки | 1280    | 344                | 862              | 74                   |
| Жінки    | 1311    | 325                | 833              | 153                  |
| Разом    | 2591    | 669                | 1695             | 227                  |